# Sicherungs-Brigade 202
De Sicherungs-Brigade 202 (Duits: 202e Beveiligingsbrigade) was een Duitse infanteriebrigade in de Heer tijdens de Tweede Wereldoorlog. De brigade was onder bevel gesteld van de Heeresgruppe Mitte.

## Geschiedenis brigade
Op 24 december 1941 werd de brigade in Wit-Rusland uit de Ersatz-Brigade 202 opgesteld.

### Ersatz-Brigade 202
Midden 1941 werd de Ersatz-Brigade 202 (ook Brigade 202) in Mannheim in Wehrkreis XII (12e militair district) als onderdeel van 16. Aufstellungswelle  (vrije vertaling: 16e opstellingsgolf) opgesteld. Het werd als bezettingsmacht toegewezen aan het Generaal-gouvernement. Eind 1941 werd een bataljon van de Infanterie-Ersatz-Regiment 610 losgemaakt van de brigade, en toegewezen aan Heeresgruppe Mitte  (Legergroep Midden).
Van de brigade zijn talloze moorden op de burgerbevolking in Oekraïne gedocumenteerd.

### Sicherungs-Brigade 202
De brigade werd overwegend ingezet tijdens Tweede Wereldoorlog in Rusland. Voor beveiligingstaken in het achterhoede gelegen legergebied. Op 27 april 1942 werd de eenheid hernoemd in Oberfeldkommandantur 392 (Minsk), en heeft in tegenstelling tot de Sicherungs-Brigade 201  (vrije vertaling: 201e Beveiligingsbrigade) en de Sicherungs-Brigade 203  (vrije vertaling: 203e Beveiligingsbrigade) die nooit de divisiestatus bereikte.

## Commandant
| Rang         | Naam                           | Begin            | Eind          | Opmerking |
| ------------ | ------------------------------ | ---------------- | ------------- | --------- |
| Generalmajor | Eckart von Tschammer und Osten | 24 december 1941 | 27 april 1942 |           |

## Samenstelling[4][7]
- Infanterie-Ersatz-Regiment 602 met 2 bataljons uit de Wehrkreis V
- Infanterie-Ersatz-Regiment 610 met 2 bataljons uit de Wehrkreis VIII
- Infanterie-Ersatz-Regiment 612 met 2 bataljons uit de Wehrkreis XII